# Morro da Saúde

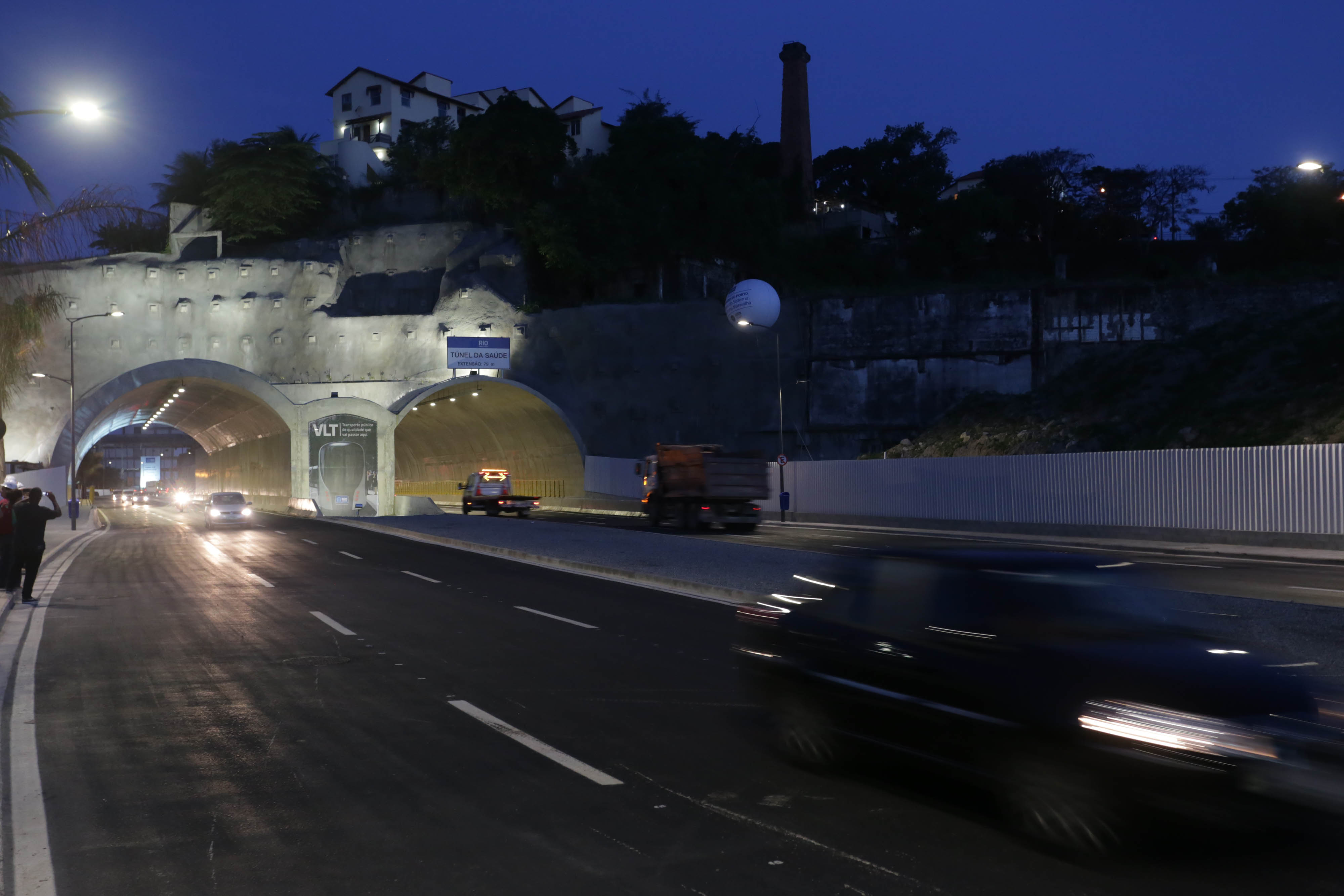
O morro visto da Via Binário do Porto, com destaque ao Túnel da Saúde.

O Morro da Saúde é um morro situado no bairro da Gamboa, na Zona Central da cidade do Rio de Janeiro. As rochas que compõem o morro alternam entre moles e duras, uma característica marcante nas condições geológicas.
Desde o dia 2 de novembro de 2013, passa por sob o morro a Via Binário do Porto, construída no âmbito do Porto Maravilha a fim de viabilizar a derrubada do Elevado da Perimetral. O Túnel Arquiteta Nina Rabha, composto por 2 galerias para circulação de veículos e 1 galeria para circulação de composições do VLT Carioca, tem a função de permitir que a via cruze o morro. O túnel possui 80 metros de extensão e 310 m² de área transversal.
Em seus arredores, situam-se: a Cidade do Samba, que concentra os barracões das escolas de samba do Grupo Especial; o AquaRio, o maior aquário marinho da América do Sul; e a Praça Muhammad Ali, uma área de 21.861 m² que integra a Orla Conde.
O morro recebeu seu nome por estar situado próximo ao bairro da Saúde, embora esteja geograficamente localizado no bairro da Gamboa.